# E.P. Sanders
Ed Parish Sanders (ur. 18 kwietnia 1937, zm. 21 listopada 2022 w Durham) – amerykański badacz Nowego Testamentu, znawca Jezusa historycznego, jeden z głównych zwolenników koncepcji nowego spojrzenia na Pawła (ang. New Perspective on Paul). Emerytowany profesor Duke University, członek British Academy. Jest badaczem wspierającym hipotezę Jezusa jako proroka apokaliptycznego.
W książce Paul and Palestinian Judaism argumentuje, że tradycyjna chrześcijańska interpretacja twierdząca, że Paweł potępiał judaizm rabiniczny, jest błędna i wynika z niezrozumienia zarówno judaizmu, jak i myśli Pawła. Zdaniem Sandersa rozbieżność polegała na tym, co należy zrobić, by stać się członkiem ludu Bożego. W judaizmie było to możliwe dzięki Bożemu przymierzu z Abrahamem, podtrzymywanym przez przestrzeganie Prawa, u Pawła dodatkowo konieczna była wiara w Chrystusa.
W książce Jesus and Judaism przedstawia Jezusa jako ucznia Jana Chrzciciela, proroka odnowy Izraela, twórcę eschatologicznego ruchu żydowskiego. Po jego egzekucji (spowodowanej wypędzeniem przekupniów ze Świątyni, co ściągnęło na niego wrogość autorytetów), jego uczniowie kontynuowali ten ruch, oczekując powrotu Jezusa i przywrócenia chwały Izraela. Jedną z konsekwencji tego powrotu byłoby czczenie Boga Izraela przez pogan. Sanders nie dostrzega poważnych różnic w poglądach między Jezusem i faryzeuszami, uważa, że Jezus i jego uczniowie przestrzegali Prawa żydowskiego.

## Wybrane publikacje
- Paul and Palestinian Judaism 1977 SCM Press ISBN 0-8006-1899-8
- Jesus and Judaism 1985 SCM Press ISBN 0-334-02091-3
- Jewish Law from Jesus to the Mishnah 1990 SCM Press ISBN 0-334-02102-2
- Paul 1991 Oxford Paperbacks ISBN 0-19-287679-1
- Judaism: Practice and Belief 1992 SCM Press ISBN 0-334-02470-6
- The Historical Figure of Jesus 1993 Penguin Books Ltd ISBN 0-14-014499-4
- Paul: A Very Short Introduction 2001 Oxford Paperbacks ISBN 0-19-285451-8